# بينوزم الثاني
كان بينوزم الثاني (ينطق أيضا بينچم) كاهن آمون الأكبر في طيبة في مصر القديمة في الفترة من 990 ق.م الى 969 ق.م ، والحاكم الفعلي للوجه القبلي (مصر العليا) و لقد خلف اخيه سميندس الثاني، الذي كان لديه حكم قصير. .

## حياة

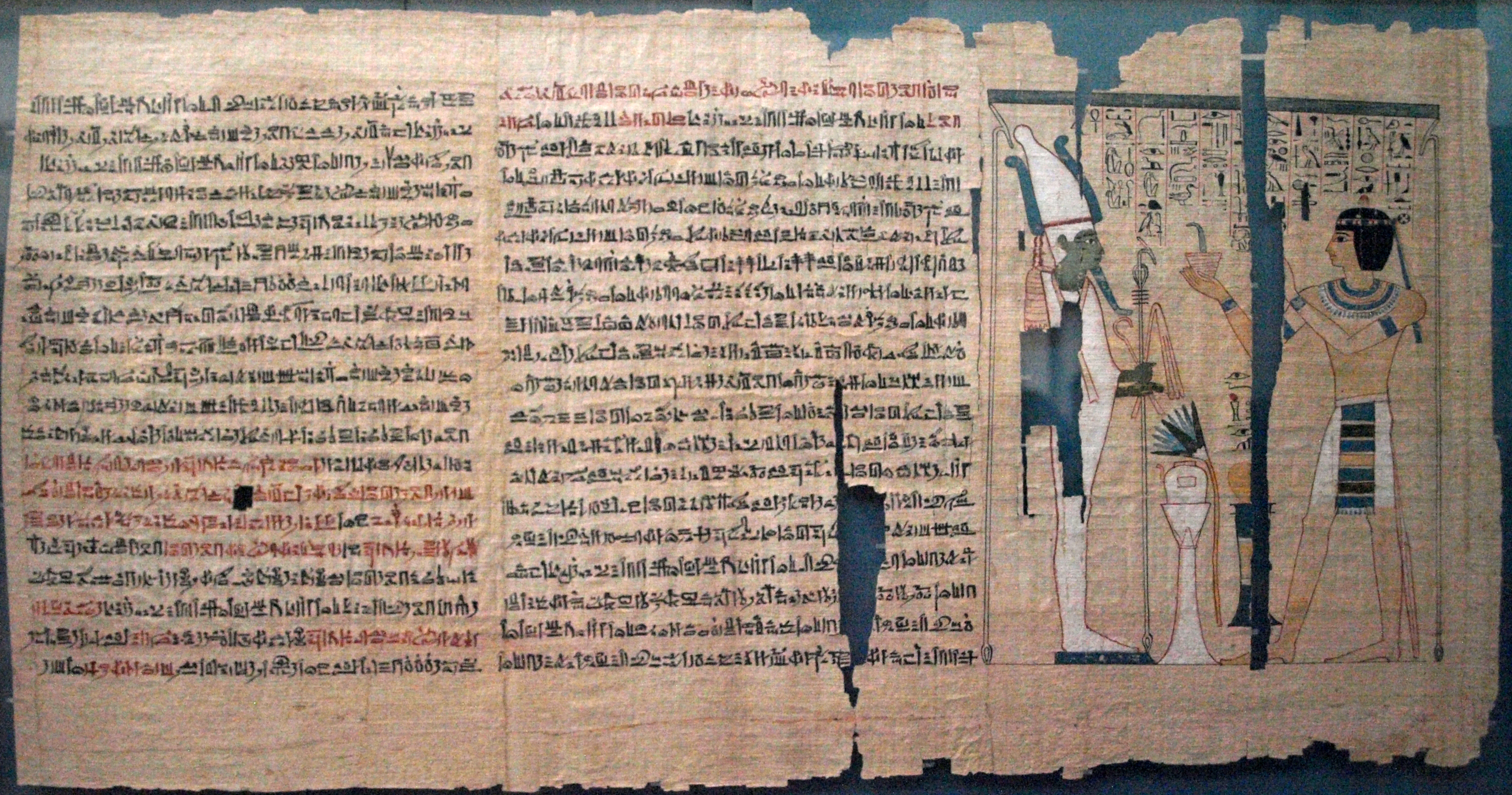
بردية كتاب الموتى الخاص ببينزوم الثاني

كان متزوجًا من أخته الشقيقة إسيتمخب (D) (كلاهما أبناء منخب رع ، رئيس كهنة آمون في طيبة، من استيمخب الثالثة، وبالتالي ابن أخ وابنة وأحفاد بسوسنيس الأول) وأيضًا تزوج من نسخونس، ابنة أخيه. سميندس الثاني.لقد خلف سميندس الثاني في الحكم .

## الدفن و المومياء

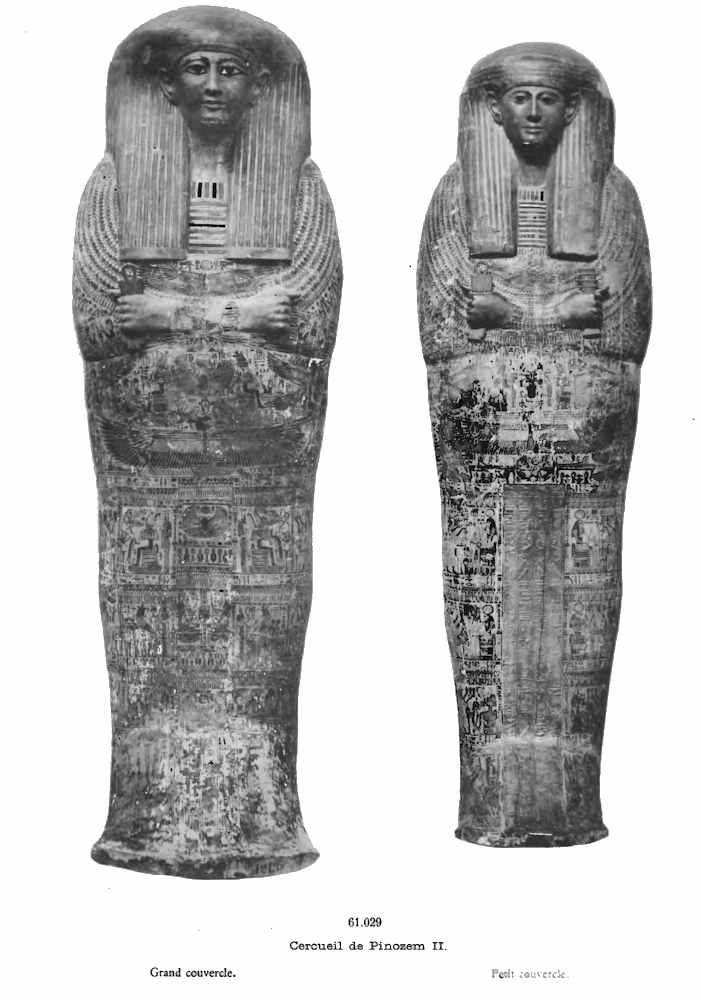
تابوت بينزوم الثاني في متحف القاهرة.

عندما توفي بينجم الثاني، تم دفن مومياءه، مع مومياء زوجاته وابنته الواحدة على الأقل، نسيتاني بيتاشرو، في المقبرة DB320 في الدير البحري، فوق المعبد الجنائزي لحتشبسوت. بعد ذلك، تم جمع مومياوات حكام طيبة السابقين الآخرين، بما في ذلك فراعنة المملكة الحديثة الأقدم أحمس الأول، وأمنحتب الأول،وتحتمس الثاني، وتحتمس الثالث، ورمسيس الأول، و سيتي الأول، ورمسيس الثاني، ورمسيس التاسع معًا ووضعها أيضًا في مقبرة طيبة. تم الكشف عن هذه المقبرة عام 1881. وقد تم ذلك لمنع سرقة رفاتهم حيث تم نهب قبورهم من قبل العديد من غزاة المقابر القدماء.